# Monte Margiani
Il monte Margiani è un massiccio all'interno della catena montuosa del Linas e la vetta è posta a 859 m s.l.m. Si trova all'interno del comune di Villacidro. 
Il nome deriva, con tutta probabilità, dal sardo campidanese "Mont'e Margiani", traducibile letteralmente come "Monte della volpe". Troviamo valida spiegazione di questo toponimo nel  sito dei toponimi Villacidresi di "mont'e omu" di cui si riportano le parole:"Si dice che il nome Margiani non sia stato dato al monte per immortalare l’astuto animale, nemico da sempre dei pastori, bensì, per ricordare il capo degli uomini che si erano rifugiati in quelle montagne impervie per non assoggettarsi agli invasori e che da quell’altura potevano controllare le mosse del nemico e anticiparne i movimenti."
La vetta è costituita da roccia granitica e la vegetazione molto scarsa costituita da soli licheni e da qualche albero. Le condizioni atmosferiche sono solitamente avverse a causa della forte esposizione ai venti. LA neve cade 1 - 2 volte all'anno con accumuli non elevati, a eccezione di grandi ondate di freddo; in certi anni la neve cade copiosa.